# HD 154672
Désignations
HD 154672 est une sous-géante jaune de type spectral G3 IV. Elle se trouve à 210 années-lumière (65 parsecs) de la Terre, mais possède une masse similaire au Soleil. Cependant, HD 154672 est beaucoup plus ancienne que le Soleil (9,28 milliards d'années). L'étoile est très riche en métaux, ce qui est l'une des raisons pour lesquelles elle a été ciblée pour une recherche planétaire par le N2K Consortium (en), qui a découvert la géante gazeuse HD 154672 b (en) par la méthode des vitesses radiales ; la découverte a été rapportée en octobre 2008. La collaboration N2K a choisi HD 154672 principalement parce qu'elle visait à découvrir la corrélation entre la métallicité d'une étoile et la masse des planètes en orbite.
HD 154672 a été ciblée par les télescopes Magellan. C'est l'hôte de la première planète découverte grâce aux télescopes N2K.

## Observation
HD 154672 a été ciblé pour la première fois pour une recherche planétaire en 2004 par le N2K Consortium (en), une collaboration d'astronomes espérant prendre des mesures de vitesses radiale d'étoiles jusqu'alors non ciblées en utilisant la méthode des vitesses radiales. Cependant, HD 154672 avait déjà été ciblé par une série d'enquêtes et était auparavant inclus dans le catalogue Henry Draper et le catalogue Hipparcos de l'Agence spatiale européenne.

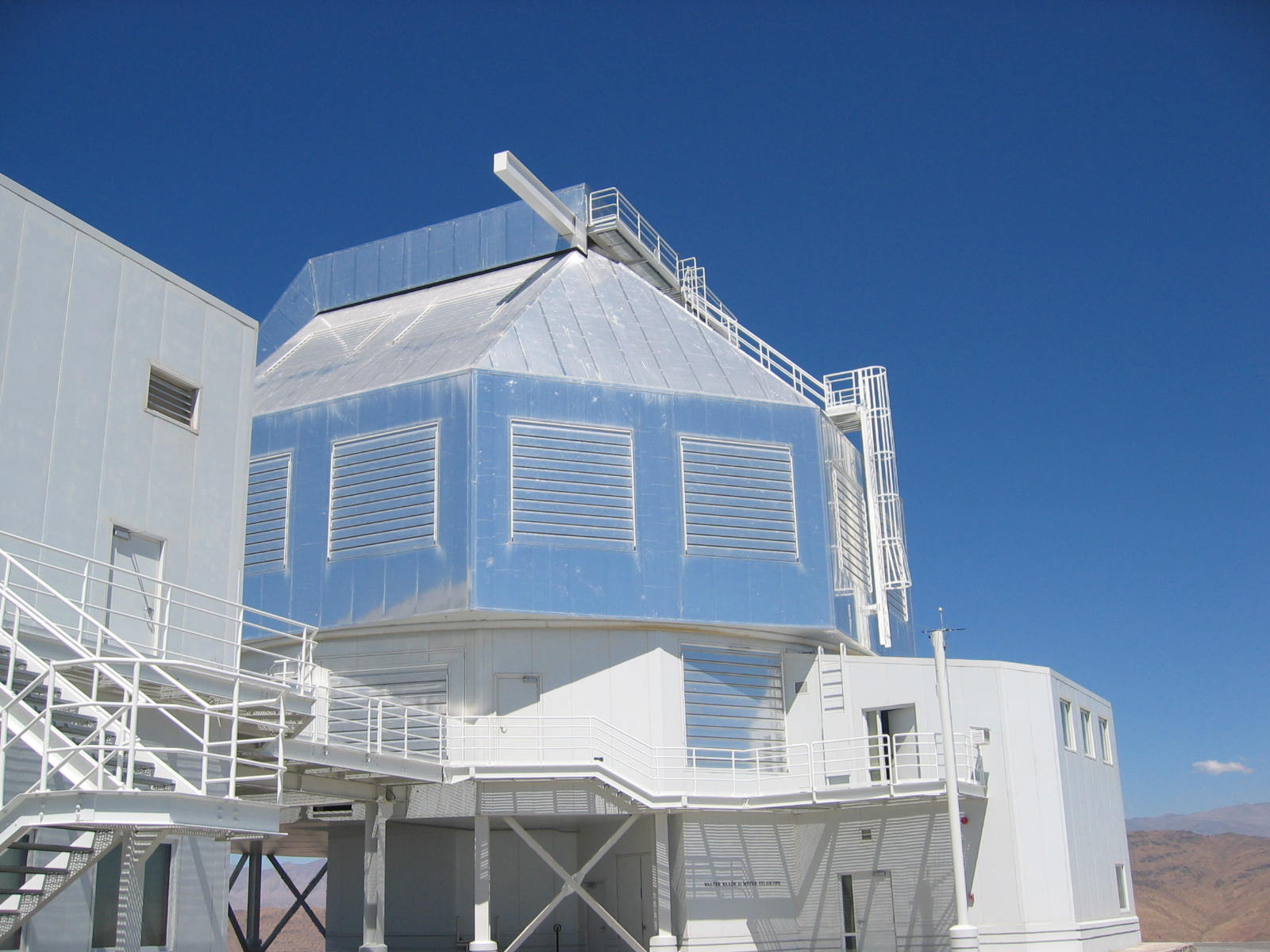
Les télescopes Magellan, utilisés pour observer HD 154672.

N2K a délibérément orienté sa recherche vers des planètes de la taille de Jupiter (Jupiter chaud) en orbite rapprochée dans l'orbite d'étoiles riches en métaux, car le consortium espérait découvrir le lien entre la masse d'une planète et la teneur en métal de son étoile hôte. Initialement, elle a été notée comme hôte d'un Jupiter chaud à orbite courte, bien que des observations supplémentaires aient révélé que le corps planétaire potentiel avait une orbite plus longue que prévu, comme l'ont révélé les télescopes Magellan de l'Observatoire de Las Campanas.
L'utilisation du spectrographe Magellan Inamori Kyocera Echelle (MIKE) du télescope Magellan Clay a permis de collecter 16 mesures de vitesse radiale pour HD 154672. Une équipe d'astronomes américain et une de la Cité du Vatican ont utilisé ces mesures pour confirmer l'existence de l'exoplanète HD 154672 b et déterminer sa masse.
La découverte de l'exoplanète a été rapportée dans l'Astronomical Journal du 7 octobre 2008 avec une planète sur l'orbite d'HD 205739.

## Étoile hôte
C'est une naine jaune semblable au Soleil qui a une masse de 1,06 fois celle du Soleil et un rayon 1,27 fois celui du Soleil. Ainsi, il est légèrement plus grand que le Soleil. Cependant, il est beaucoup plus riche en fer, avec une métallicité mesurée de [Fe/H] = 0,26. Cela signifie que l'étoile contient 1,82 fois plus de fer que le Soleil. HD 154672 est bien plus ancienne que le Soleil, puisque son âge gyrochronologique est estimée à 9,28 milliards d'années. Le spectre d'HD 154672 suggère que sa chromosphère n'est pas active.
Elle est située à 214,6 années-lumière (65,8 parsecs) de la Terre. Elle une magnitude apparente (bande V) de 8,22, ce qui la rend trop sombre pour être vue depuis la Terre à l'œil nu. L'étoile est légèrement plus sombre que Neptune telle que perçue à l'œil nu, qui a une magnitude apparente de 7,78 à son point le plus brillant. La luminosité réelle de l'étoile est mesurée avec une magnitude absolue de 4,12, similaire à celle du Soleil.

## Système planétaire
HD 154672 b est un Jupiter chaud, car il s'agit d'une planète en orbite proche avec une masse élevée. Plus précisément, HD 154672 a une masse 5,02 fois supérieure à celle de Jupiter. Elle orbite également à une distance de 0,6 UA, soit environ 60 % de la distance moyenne entre la Terre et le Soleil. Cette orbite est complétée tous les 163,91 jours.
Elle a une excentricité orbitale de 0,61, dénotant une orbite très elliptique. Les découvreurs de la planète ont noté que si l'eau existait dans l'atmosphère de la planète, elle pourrait passer d'un état liquide à un état gazeux à mesure que la planète se rapproche de son étoile hôte, augmentant ainsi sa température.
| Planète | Masse     | Demi-grand axe (ua) | Période orbitale (jours) | Excentricité | Inclinaison | Rayon |
| ------- | --------- | ------------------- | ------------------------ | ------------ | ----------- | ----- |
| b       | > 4,96 MJ | 0,597               | 163,94 ± 0,01            | 0,61 ± 0,03  |             |       |